# Vok Alberda
Vok Alberda (22 luglio 1932) è un ex cestista olandese.

## Carriera
Con i Paesi Bassi ha disputato i Campionati europei del 1951.